# Хегедюш, Пал
Пауль фон Хегедюс (нем. Paul von Hegedus) или Пал Хегедюш (венг. Hegedűs Pál; 6 июня 1861— 10 ноября 1944) — военный и политический деятель Австро-Венгрии и Венгрии, участник Первой мировой войны и роялистских путчей в Венгрии в 1921 году.

## Биография
Родился в селе Велька-Ломница (ныне Прешовского края Словакии). 
После окончания военного училища служил в различных кавалерийских частях Венгерской королевской армии. 10 июля 1913 года ему было присвоено звание полковника . В начале Первой мировой войны он был командиром 5-го гусарского полка в Кассе 24-й Гонведской кавалерийской бригады в звании полковника. На втором году мировой войны, 24 июня 1915 года, он был назначен командиром 24-й кавалерийской бригады Национальной гвардии, руководя ею для участия в боях до конца февраля 1918 года. Между тем 15 июня 1917 г. (приказом от 1 мая) ему было присвоено звание генерал-майора.
18 января 1918 года он принял командование 11-й кавалерийской дивизией от генерал-майора Ласло Йони Ямники, оставаясь на этой должности до конца войны, 18 ноября 1918 года.

### После мировой войны
После падения монархии он вернулся домой в Венгрию. Как генерал-консерватор и роялист, он не занимал какую-либо должность во время республиканского правления Михая Каройи. После прихода к власти Белы Куна Пауль фон Хегедюс скрывался от возможных ответных мер «Ленинцев», занимавшихся радикальной борьбой с контрреволюцией.
После падения Венгерской советской республики и вывода румынских оккупантов из Будапешта Хегедюш присоединился к Национальной армии главнокомандующего Миклоша Хорти. 6 декабря 1919 года он был назначен командующим 6-м военным округом. Регент Миклош Хорти повысил его до генерал-лейтенанта в августе 1920 года.
В феврале 1921 года он сдал свой бывший командный пункт и принял на себя командование 3-м военным округом в Западной Венгрии. Он решительно поддерживал политические и военные группы, выступавшие против аннексии Западного Задунайского края и готовившиеся защищать Шопрон, которые возглавляли офицеры-консерваторы и роялисты, делегированные из венгерских вооруженных сил.
3 октября 1921 г. протоколы о передаче Западной Венгрии были подписаны в Шопроне британцем Р.Г. Гортоном, в присутствии французского генерала Жюля-Камиля Амлена, главы французской военной миссии в Будапеште, итальянца Карло Антонио Феррарио и венгерского генерала Пала Хегедюша.
Через несколько дней король Карл IV предпринял вторую попытку вернуть себе трон Венгерского королевства. Он прибыл в Сомбатхей, где его приняли лояльные войска и политики. Генерал-лейтенант Хегедюш был первым из офицеров-легитимистов, отчитавшихся перед вернувшимся монархом. Вместе со своими войсками, расквартированными в Шопроне, он сам присягнул королю на верность. АРК. Карой назначил его главнокомандующим Королевской венгерской армии. По плану войны они хотели двинуться на Будапешт при поддержке верных ему войск. Попытка государственного переворота закончилась неудачей. В битве при Будаёрше, состоявшейся 23 и 24 октября 1921 года, верные Хорти части под командованием генерал-лейтенанта Пала Надя (в том числе университетский батальон) отразили атаку легитимистов. Генерал Хегедуш предстал перед военным судом венгерского правительства. Его разжаловали, лишили всех воинских званий и званий, лишили наград, полученных за два десятилетия военной службы.
1 января 1922 года при подписании протоколов о возвращении Шопрона на венгерской стороне он уже не присутствовал, его заменил генерал Арпад Гийом.
Затем он жил в уединении и умер 10 ноября 1944 года.